# Precinct d'Athens South no 1
Le precinct d'Athens South N° 1 est un precinct électoral du comté de Menard dans l'Illinois, aux États-Unis. En 2010, ce precinct comptait une population de 1 565 habitants.

## Source de la traduction
- (en) Cet article est partiellement ou en totalité issu de l’article de Wikipédia en anglais intitulé « Athens South No. 1 Precinct, Menard County, Illinois » (voir la liste des auteurs).